# Техарв

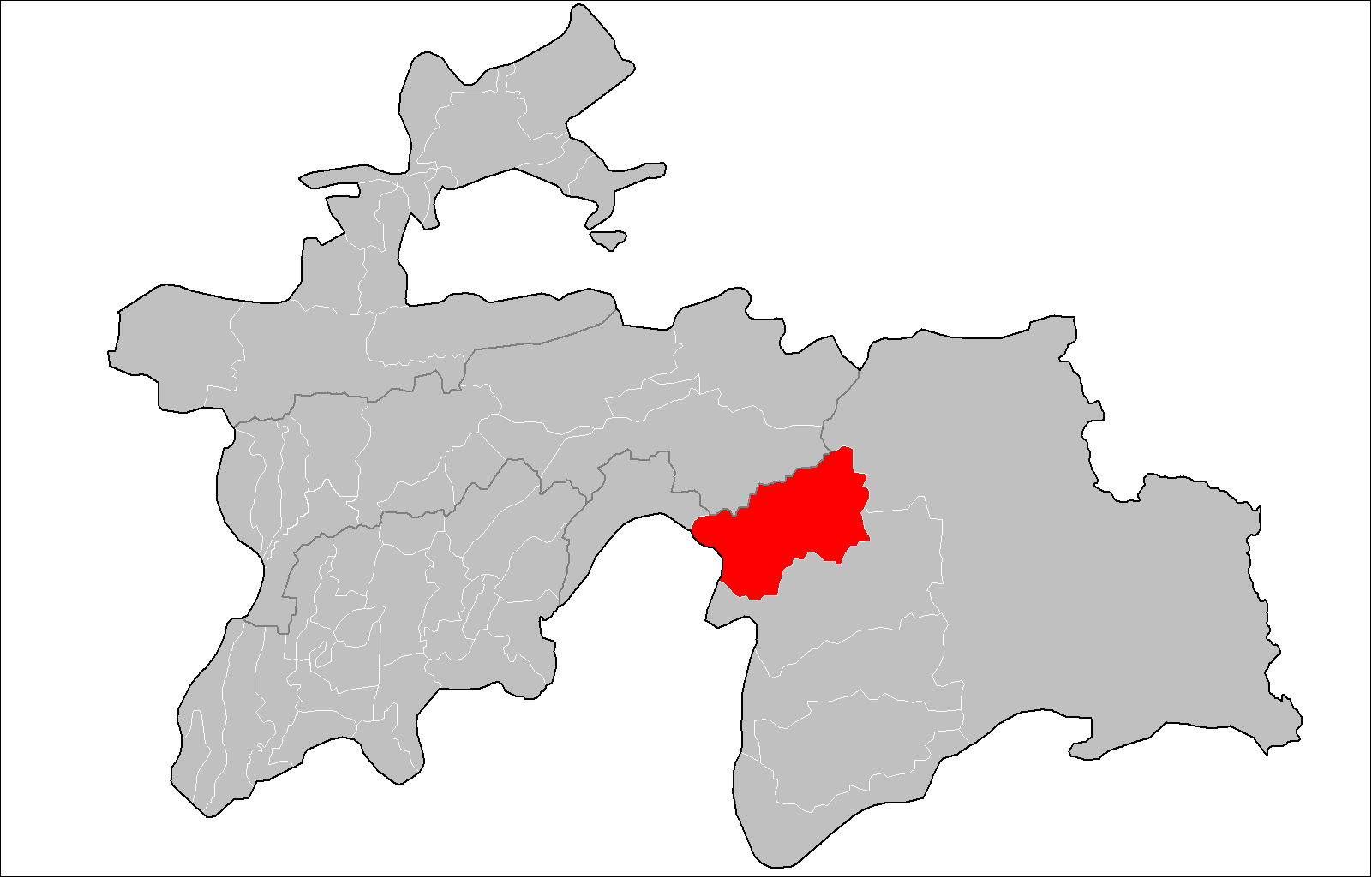
Ванджский район

Техарв (тадж. Техарв) — сельский населённый пункт (тадж. деҳа) в Ванджском районе Горно-Бадахшанской автономной области Республики Таджикистан. 
Административно относится к сельской общине (джамоату) Техарв. Является его административным центром.
Расположен в высокогорном районе. Расстояние от села до районного центра (село Ванч) — 30 км.  
Население — 747 человек (2017 г.), таджики.